# Roland Garros 1946
De 45e editie van het Franse grandslamtoernooi, Roland Garros 1946, werd gehouden van donderdag 18 tot en met zondag 28 juli 1946. Voor de vrouwen was het de 39e editie. Het toernooi werd gespeeld in het Roland-Garrosstadion in het 16e arrondissement van Parijs.
Dit was de eerste editie van het Parijse grandslamtoernooi na de Tweede Wereldoorlog. Anders dan gebruikelijk werd het ná Wimbledon gehouden.

## Belangrijkste uitslagen
Mannenenkelspel

Finale: Marcel Bernard (Frankrijk) won van Jaroslav Drobný (Tsjecho-Slowakije) met 3-6, 2-6, 6-1, 6-4, 6-3
Vrouwenenkelspel

Finale: Margaret Osborne (VS) won van Pauline Betz (VS) met 1-6, 8-6, 7-5
Mannendubbelspel

Finale: Marcel Bernard (Frankrijk) en Yvon Petra (Frankrijk) wonnen van Enrique Morea (Argentinië) en Pancho Segura (Ecuador) met 7-5, 6-3, 0-6, 1-6, 10-8
Vrouwendubbelspel

Finale: Louise Brough (VS) en Margaret Osborne (VS) wonnen van Pauline Betz (VS) en Doris Hart (VS) met 6-4, 0-6, 6-1
Gemengd dubbelspel

Finale: Pauline Betz (VS) en Budge Patty (VS) wonnen van Dorothy Bundy (VS) en Tom Brown (VS) met 7-5, 9-7
Junioren

Jongensenkelspel werd voor het eerst in 1947 gespeeld.
Meisjesenkelspel werd voor het eerst in 1953 gespeeld.
Dubbelspel bij de junioren werd voor het eerst in 1981 gespeeld.
1891 · 1892 · 1893 · 1894 · 1895 · 1896 · 1897 · 1898 · 1899 · 1900 · 1901 · 1902 · 1903 · 1904 · 1905 · 1906 · 1907 · 1908 · 1909 · 1910 · 1911 · 1912 · 1913 · 1914 · 1915–1919 · 1920 · 1921 · 1922 · 1923 · 1924 · 1925 · 1926 · 1927 · 1928 · 1929 · 1930 · 1931 · 1932 · 1933 · 1934 · 1935 · 1936 · 1937 · 1938 · 1939 · 1940–1945 · 1946 · 1947 · 1948 · 1949 · 1950 · 1951 · 1952 · 1953 · 1954 · 1955 · 1956 · 1957 · 1958 · 1959 · 1960 · 1961 · 1962 · 1963 · 1964 · 1965 · 1966 · 1967
↓ open tijdperk ↓
1968 (m-v-md-vd-gd) · 1969 (m-v-md-vd-gd) · 1970 (m-v-md-vd-gd) · 1971 (m-v-md-vd-gd) · 1972 (m-v-md-vd-gd) · 1973 (m-v-md-vd-gd) · 1974 (m-v-md-vd-gd) · 1975 (m-v-md-vd-gd) · 1976 (m-v-md-vd-gd) · 1977 (m-v-md-vd-gd) · 1978 (m-v-md-vd-gd) · 1979 (m-v-md-vd-gd) · 1980 (m-v-md-vd-gd) · 1981 (m-v-md-vd-gd) · 1982 (m-v-md-vd-gd) · 1983 (m-v-md-vd-gd) · 1984 (m-v-md-vd-gd) · 1985 (m-v-md-vd-gd) · 1986 (m-v-md-vd-gd) · 1987 (m-v-md-vd-gd) · 1988 (m-v-md-vd-gd) · 1989 (m-v-md-vd-gd) · 1990 (m-v-md-vd-gd) · 1991 (m-v-md-vd-gd) · 1992 (m-v-md-vd-gd) · 1993 (m-v-md-vd-gd) · 1994 (m-v-md-vd-gd) · 1995 (m-v-md-vd-gd) · 1996 (m-v-md-vd-gd) · 1997 (m-v-md-vd-gd) · 1998 (m-v-md-vd-gd) · 1999 (m-v-md-vd-gd) · 2000 (m-v-md-vd-gd) · 2001 (m-v-md-vd-gd) · 2002 (m-v-md-vd-gd) · 2003 (m-v-md-vd-gd) · 2004 (m-v-md-vd-gd) · 2005 (m-v-md-vd-gd) · 2006 (m-v-md-vd-gd) · 2007 (m-v-md-vd-gd) · 2008 (m-v-md-vd-gd) · 2009 (m-v-md-vd-gd) · 2010 (m-v-md-vd-gd) · 2011 (m-v-md-vd-gd) · 2012 (m-v-md-vd-gd) · 2013 (m-v-md-vd-gd) · 2014 (m-v-md-vd-gd) · 2015 (m-v-md-vd-gd) · 2016 (m-v-md-vd-gd) · 2017 (m-v-md-vd-gd) · 2018 (m-v-md-vd-gd) · 2019 (m-v-md-vd-gd) · 2020 (m-v-md-vd) · 2021 (m-v-md-vd-gd) · 2022 (m-v-md-vd-gd) · 2023 (m-v-md-vd-gd) · 2024 (m-v-md-vd-gd)
Lijst van Roland Garroswinnaars